# Taylor Davis (baseballozó)
Taylor M. Davis (Tampa, Florida, 1989. november 28. –) amerikai profi baseball-elkapó, a Major League Baseballban szereplő Pittsburgh Pirates tagja. Korábban a Chicago Cubs csapatában játszott.

## Pályafutása
Davis a floridai Jupiter Középiskolában fejezte be a középfokú tanulmányait. Végzős évében .500-es ütőátlagot ért el, illetve csapatrekord egymást követő 25 mérkőzésen is betalált. A 2008-as Major League Baseball-draft 49. körében a Florida Marlins csapata draftolta, azonban Davis nem kötött szerződést. Tanulmányait a Morehead Állami Egyetemen folytatta tovább, ahol a Morehead State Eagles csapatában játszott egyetemi baseballt. Az iskolai nyári szünet során 2010-ben a Northwoods League ligában szereplő Alexandria Beetlesben, míg 2011-ben a Cape Cod Baseball League bajnokságban szereplő Brewster Whitecapsben játszott. A Whitecapsben 21 játékon jutott szerephez, és .375-es ütőátlagot, .452-es bázisrajutási átlagot (OBP) és .500-es bázisrajutási- és súlyozott ütőátlagösszeget (SLG) ért el.

### Chicago Cubs
Teljesítményére Tim Wilken, a Chicago Cubs vezető-játékosfigyelője is felfigyelt, aki 2011. július 11-én 50 000 amerikai dolláros bónuszért nem draftolt szabadúszóként alsóbb ligás szerződést köttetett vele.
Profi pályafutását 2011-ben a „Rookie” szintű Arizona League Cubs csapatában kezdte meg. A szezonban 11 játékon játszott, és .308/.391/.487-es perjelvonalat, valamint 10 beütött futást ért el.
A 2012-es szezont már az „A” szintű Peoria Chiefs csapatában kezdte meg, ahol 18 játékon játszott, és .338/.395/.508-es perjelvonalat, valamint 1 hazafutást és 12 beütött futást ért el. Május 25-én felhívták az „A-Advanced” szintű Daytona Cubs csapatába, ahol 52 játékon játszott, és .223/.315/.312-es perjelvonalat, valamint 2 hazafutást és 26 beütött futást ért el. A szezonban 25-ből 10 bázist lopni próbáló játékost ejtett ki.

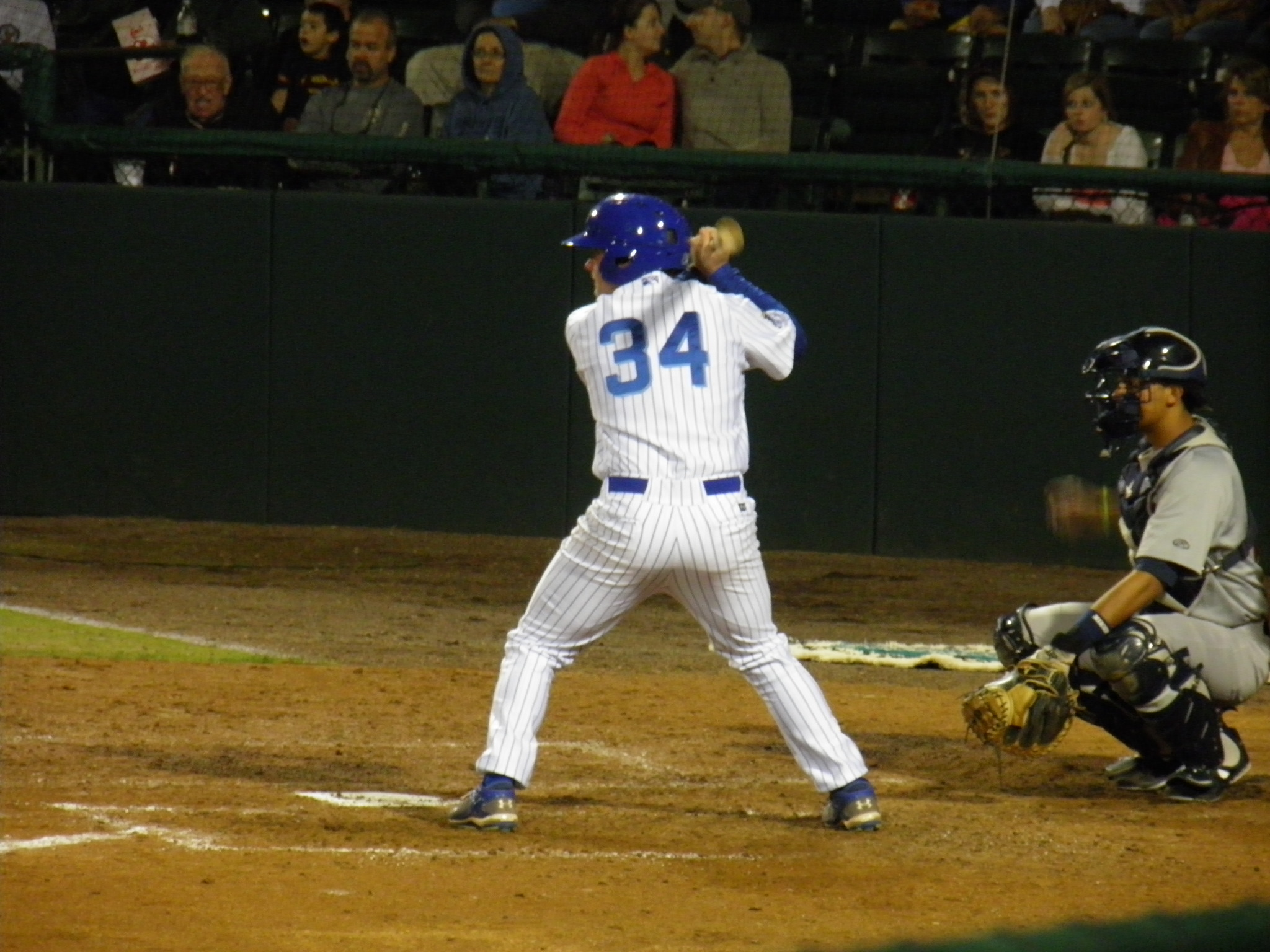
Davis 2013-ban a Daytona Cubs csapatában

A 2013-as szezont a Daytonában kezdte meg, ahol 27 játékon játszott, és .217/.293/.313-es perjelvonalat, valamint 2 hazafutást és 8 beütött futást ért el. Augusztus 8-án felhívták a „Double-A” szintű Tennessee Smokies csapatába, ahol 6 játékon játszott, és .158/.158/.263-es perjelvonalat, valamint 2 hazafutást és 8 beütött futást ért el. A 2013-as szezonban mindössze 33 mérkőzésen jutott szerephez, mivel a jobb vádlijának húzódása miatt kétszer is felkerült a betegek hétnapos listájára.
A 2014-es szezont a Tennessee-ben töltötte el, ahol 53 játékon játszott, és .319-es ütőátlagot, .375-es bázisrajutási átlagot és .500-es súlyozott ütőátlagot, valamint 4 hazafutást és 29 beütött futást ért el. A szezonban 41-ből 9 bázist lopni próbáló játékost ejtett ki. Az előző évhez hasonlóan a jobb vádlijának húzódása miatt szintén kétszer került fel a betegek hétnapos listájára.
A 2015-ös szezont a Tennessee-ben kezdte meg, ahol 21 játékon játszott, és .319-es ütőátlagot, .364-es bázisrajutási átlagot és .625-es súlyozott ütőátlagot, valamint 5 hazafutást és 14 beütött futást ért el. Április 9-én felhívták a „Triple-A” szintű Iowa Cubs csapatába, ahol 83 játékon játszott, és .309-es ütőátlagot, .361-es bázisrajutási átlagot és .444-es súlyozott ütőátlagot, valamint 4 hazafutást és 29 beütött futást ért el. Június 17-én visszaküldték a Tennessee-be, hogy utána július 4-én felhívják az Iowába. Augusztus 16-án ismét visszaküldték a Tennessee-be, azonban augusztus 28-án fel is hívták az Iowába. A szezon után, októberben 4 játék erejéig a dominikai téli ligában szereplő Toros del Este csapatában is játszott.
A 2016-os szezon előtt meghívást kapott a Chicago Cubs tavaszi edzőtáborába. A szezont a Tennessee-ben kezdte, azonban miután 15 játékon .339-es ütőátlagot ért el, április 29-én felhívták az Iowába. Május 27-én a bal kezének húzódása miatt felkerült a sérültek hétnapos listájára, majd rehabilitációs céllal 6 játékot a rövid szezonos „A” szintű Eugene Emeralds csapatában játszott. Az Iowában végül 67 játékon jutott szerephez, és .251-es ütőátlagot, .341-es bázisrajutási átlagot és .345-es súlyozott ütőátlagot, valamint 2 hazafutást és 20 beütött futást ért el. A szezon után 3 játék erejéig a dominikai téli ligában szereplő Estrellas Orientales csapatában is játszott.
A 2017-es szezon előtt ismét meghívást kapott a Chicago Cubs tavaszi edzőtáborába. A szezont a Iowában kezdte, ahol 106 játékon játszott, és .297-es ütőátlagot, .357-es bázisrajutási átlagot és .429-es súlyozott ütőátlagot ütőátlagösszeget, valamint 6 hazafutást és 62 beütött futást ért el. Az Iowában 57-ből 13 bázist lopni próbáló játékost ejtett ki. 2016. augusztus 10. és 2017. május 1-je között 39 egymást követő mérkőzésen jutott bázisra, hasonló teljesítményre legutóbb 2008-ban volt képes egy I-Cubs-játékos. Taylort szeptember 5-én felhívta a Chicago Cubs, bemutatkozására szeptember 8-án, a Milwaukee Brewers csapatával szemben került sor. Davis lett az első Moreheadből leigazolt MLB-mezőnyjátékos Denny Doyle 1970-es bemutatkozása óta. Első találatát szeptember 14-én, a New York Mets ellen szerezte meg. Szeptember 28-án a St. Louis Cardinals csapatával szemben, a tizenegyedik játékrészben megszerezte az első extrabázist érő találatát és beütött futását. Az Iowa Cubs augusztus 28-án feltöltött egy videót a közösségi fiókjaira, melyben összegyűjtötték, ahogy a szezon során Davis játékosan farkasszemet néz a kamerával. Aláfestésként Frank Valli Can’t Take My Eyes Off You című dalát használták, a felvétel vírusvideóként terjedt és Davist számos országos lefedettségű televízióadó is meginterjúvolta.
A 2018-as szezon előtt egymást követő harmadik évben is meghívást kapott a Cubs tavaszi edzőtáborába. A szezont az Iowában kezdte, ahol 107 játékon játszott, és .275/.348/.707-es perjelvonalat ért el. A Cubsban 5 játékon játszott, és .400/.333/.400-es perjelvonalat ért el.
A 2019-es szezont ismét az I-Cubsban kezdte, azonban Víctor Caratini lesérülése után felhívták a Cubsba. 2019. május 4-én a rivális St. Louis Cardinals csapatával szemben beütötte pályafutása első MLB-hazafutását és egyben első grand slamét. Ezzel ő lett a hetedik MLB- és az első Cubs-játékos, akinek az első hazafutása egy állást kiegyenlítő grand slam volt. 2019. augusztus 7-én, Major League-pályafutása során első alkalommal, az Oakland Athletics elleni 2–11 végeredményű mérkőzés kilencedik játékrészén Davis volt a Cubs dobója. Ugyan három egymást követő egylapkás találattal feltöltötte a bázisokat, azonban végül egyetlen futást sem engedett be. A 2019-es szezon után szabadügynök lett.

### Baltimore Orioles
2020. január 23-án alsóbb ligás szerződést kötött a Baltimore Orioles csapatával. Davis a 2020-ban egyetlen mérkőzésen sem
játszott, mivel a Covid19-pandémia miatt eltörölték az alsóbb ligás baseballszezont. 2020. október 29-én új, alsóbb ligás szerződést kötött az Orioles csapatával. Davist a Triple-A szintű Norfolk Tides csapatában kezdte a 2021-es szezont. A csapatban 12 mérkőzésen jutott szerephez, .289/.372/.368-es perjelvonalat és 5 beütött futást ért el.

### Pittsburgh Pirates
2021. június 15-én Jose Berroa külsővédőért elcserélték a Pittsburgh Pirates csapatával.

## Magánélete
Feleségét, Amberleigh Slone-t a Morehead Állami Egyetemen ismerte meg. Amikor Amberleigh a Louisville Egyetemen folytatta tovább a tanulmányait, akkor a pár Louisville-be költözött.